# Windows Mobile 6
Windows Mobile 6 este un sistem de operare dedicat smartphone-urilor, lansat la 12 februarie 2007 la 3GSM World Congress în Barcelona, Spania. Se bazează pe platforma Windows CE 5.2 și se integrează cu Windows Vista, Windows Live, Microsoft Office și Exchange 2007. Există trei versiuni diferite: "Windows Mobile 6 Standard" pentru telefoane fără touchscreen, "Windows Mobile 6 Professional" pentru Pocket PC-uri cu funcționalitatea de telefon și "Windows Mobile 6 Classic" pentru fără comunicare celulară radio. Windows Mobile 6 oferă posibilitatea de vizualizarea de e-mail-uri în format HTML, link-uri live de Web și site-urile SharePoint și este disponibil sincronizarea cu serverul de e-mail Exchange Server 2007, de la web-based și conturile Windows Live Hotmail sau alți furnizori de servicii. Suportă AJAX, JavaScript și XMLDOM pe Internet Explorer Mobile. VoIP suportă AEC (Acoustic Echo Cancelling) anularea ecoului acustic și codecul audio MSRT. Suita Office de include Word Mobile, Excel Mobile și PowerPoint Mobile. Word Mobile și Excel Mobile permit editarea. Suportă Smartfilter pentru căutarea în cadrul programelor și Unlicensed Mobile Access (UMA) pentru operatorii selectați.
Windows Mobile 6 suportă rezoluțiile de ecran 320x320 și 800x480 de pixeli. Are aspecte mai corporative are are avantajul de gestionarea agendei unei companii, gestionarea de e-mailuri care utilizează funcții noi în Exchange Server 2007, sprijină aplicațiile Microsoft Line-of-Business (în baza cadrului. NET / SQL Server), capacitatea de a accesa informațiile stocate pe Exchange Server, SharePoint și partajările de fișiere Universal Naming Convention (UNC). SQL Server Compact Edition este instalat în ROM pe dispozitivele Windows Mobile 6 și are NET Compact Framework v2 SP2 preinstalat.
Storage Card Encryption pentru dispozitivele Pocket PC și Smartphone suportă criptarea datelor pe carduri externe de stocare amovibile.